# Eve (cantante)
Eve (いぶ; Prefectura de Tokushima, 23 de mayo de 1995) es un cantautor, productor de Vocaloid y mangaka japonés. Empezó en la industria musical haciendo covers de música popular en Nico Nico Douga.
Firmó con Toy's Factory en 2019, terminando con su anterior compañía discográfica independiente, Harapeco Records, donde Eve había producido el lanzamiento de su álbum debut, Wonder World.También fue invitado en «School of Lock!» de Tokyo FM.
Su música ha aparecido como temas principales para varios animes como Dororo («Yamiyo» / 闇夜), Jujutsu Kaisen («Kaikai Kitan» / 廻廻奇譚), Joze to Tora to Sakanatachi («Ao No Waltz» / 蒼のワルツ), Chainsaw Man («Fight Song» / ファイトソング) y My Hero Academia («Bokurano» / ぼくらの).

## Carrera
Su carrera comenzó cuando en octubre de 2009 subió su primer cover de la canción «TRAGIC BOY» al popular sitio web japonés Nico Nico Douga. Kurowa y Keitora fueron sus anteriores nombres en Nico Nico antes de que empezara a usar su nombre actual.
Posteriormente, desde 2012 a 2013, Eve formó parte de los grupos Einie y Riot of Color,antes de sacar su álbum debut, Wonder World, en 2015, seguido de su segundo álbum, Round Robin.
En octubre de 2016, lanzó Official Number,que fue su primer álbum en entrar en las listas Oricon Albums Chart y Billboard Japan Hot 100 en el momento, mientras que en diciembre del mismo año publicó Bunka para el cual escribió y compuso todas las canciones.
El 6 de febrero de 2019, hizo su debut en la discográfica Toy's Factory con el lanzamiento del álbum Otogi. Entre 2019 y 2020, lanzó las canciones «Yamiyo» y «Kaikai Kitan» como banda sonora de los anime Dororo y Jujutsu Kaisen, respectivamente. También publicó «Ao no Waltz» y «Shinkai» para la banda sonora de la película Joze to Tora to Sakanatachi.
En febrero de 2020, lanzó el álbum de estudio Smile, que se ubicó en el segundo puesto de Oricon Albums Chart.
El 25 de enero de 2022, Netflix anunció la película, Adam by Eve: A Live in Animation, un proyecto colaborativo con Eve.La película incluía música producida por Eve, y tenía una duración de 60 minutos. Tuvo su premier el 15 de marzo de 2022, y tuvo un lanzamiento limitado en cines de Japón.Un día después del lanzamiento de la película, Eve publicó su álbum Kaizin, que alcanzó el número 4 en Oricon Albums Chart. El mes siguiente, presentó el tema principal de la película de anime Bubble junto a Riria.Su sencillo «Fight Song», utilizado como el ending número 12 de la serie de anime Chainsaw Man, fue lanzado en digital el 28 de diciembre de 2022.
Más allá de la música, Eve creó y comenzó a publicar su primer manga Kara no Kioku, ilustrado por Newo, el 15 de abril de 2020 en la revista Monthly Comic Gene.Actualmente el manga tiene 28 capítulos repartidos en 3 volúmenes, siendo el más reciente lanzado el 27 de diciembre de 2022. 
Junto al manga, Eve también está escribiendo una novela llamada How to Eat Life, novela que fue anunciada el 1 de agosto de 2022 en el perfil de Twitter de Eve. El primer volumen fue lanzado el 22 de septiembre de 2022,seguido de un segundo volumen el 11 de enero de 2023 junto al anuncio de que el volumen 1 sería reimpreso. El anuncio fue hecho por MF Bunko J, una editorial afiliada con Media Factory.El tercer volumen de la novela fue lanzado el 26 de mayo de 2023.

## Discografía

### Álbumes de estudio
| Título                                                                                 | Detalles | Mejor posición | Mejor posición | Ventas        |
| Título                                                                                 | Detalles | Oricon         | Hot 100        | Ventas        |
| -------------------------------------------------------------------------------------- | --- | -------------- | -------------- | ------------- |
| Round Robin                                                                            | - Lanzamiento: 16 de agosto de 2015 - Discográfica(s): – - Formato(s): CD, descarga digital, streaming Ver listaCanciones 1. «Namaemo shiranai anatani koi wo shita» 2. «Round Robin» 3. «Miginimagirl» 4. «Fukanzen na shogu - album ver» 5. «Hantaishasen» 6. «Fallin My World» 7. «Meru factory» 8. «Shinjuku sick» 9. «Ikanaide - album ver» 10. «Goodbye day»                  | —              | —              | N/A           |
| Official Number                                                                        | - Lanzamiento: 19 de octubre de 2016 - Discográfica(s): harapeco records - Formato(s): CD, descarga digital, streaming Ver listaCanciones 1. «Doshiyomonaikuraini kimigasuki» 2. «Caravan» 3. «Wakusei loop» 4. «Demon dance tokyo» 5. «Fuyukan» 6. «Short umbrella» 7. «Rabbit gray» 8. «Perfect seimei» 9. «Meru factory - Re arrange ver» 10. «sister - Re arrange ver»          | 35             | 99             | - JPN: 1 354  |
| Bunka (文化)                                                                           | - Lanzamiento: 13 de diciembre de 2017 - Discográfica(s): harapeco records - Formato(s): CD, descarga digital, streaming Ver listaCanciones 1. «fanfare - instrumental» 2. «Nonsense Bungaku» 3. «Dramaturgy» 4. «Homesick» 5. «Anoko secret» 6. «Kaishingeki» 7. «Furiwoshita» 8. «Hitsuji wo kazoete» 9. «Okinimesumama» 10. «paradigm - instrumental»                            | 14             | 33             | - JPN: 3 827  |
| Otogi (おとぎ)                                                                         | - Lanzamiento: 6 de febrero de 2019 - Discográfica(s): Toy's Factory - Formato(s): CD, descarga digital, streaming Ver listaCanciones 1. «Slumber» 2. «Tokyo Ghetto» 3. «Outsider» 4. «Mayoigo» 5. «Yadorigi» 6. «Ambivalent» 7. «Kaede» 8. «Last Dance» 9. «Bokuramadaunderground» 10. «Kiminisekai» 11. «Dawn»                                                                    | 6              | 4              | - JPN: 25 615 |
| Smile                                                                                  | - Lanzamiento: 12 de febrero de 2020 - Discográfica(s): Toy's Factory - Formato(s): CD, descarga digital, streaming Ver listaCanciones 1. «Doublet» 2. «Leo» 3. «Raison Detre» 4. «Kara No Kioku» 5. «Inochi No Tabekata» 6. «Yamiyo» 7. «Asa Ga Furu» 8. «Kokoroyohou» 9. «Hakugin» 10. «Baumkuchen End» 11. «Mellow» 12. «Ognanje» 13. «Uron Na Shokutaku»                        | 2              | 3              | - JPN: 32 086 |
| Kaizin (廻人)                                                                          | - Lanzamiento: 16 de marzo de 2022 - Discográfica(s): Toy's Factory - Formato(s): CD, descarga digital, streaming Ver listaCanciones 1. «Kaizin» 2. «Kaikai Kitan» 3. «Yoruwahonoka» 4. «Yuseiboushi» 5. «Bouto» 6. «Heikousen» 7. «Yoku» 8. «Ao no Waltz» 9. «Shinkai » 10. «Gunjo Sanka» feat. Hatsune Miku 11. «Kotonoha» 12. «Aisai» 13. «Taikutsuwo Saienshinaide» 14. «Avant» | 4              | 5              | - JPN: 37 175 |
| «–» indica que el lanzamiento no se posicionó en la lista o no se lanzó en esa región. | |                |                |               |

### EP
| Título                                                                                 | Detalles | Mejor posición | Mejor posición | Ventas        |
| Título                                                                                 | Detalles | Oricon         | Hot 100        | Ventas        |
| -------------------------------------------------------------------------------------- | --- | -------------- | -------------- | ------------- |
| Wonder Word                                                                            | - Lanzamiento: 16 de agosto de 2015 - Discográfica(s): – - Formato(s): CD, descarga digital, streaming Ver listaCanciones 1. «Yoru no Yume» 2. «Alkaline Seijin» 3. «Senkou Hanabi» 4. «Hello Mellow» 5. «Shinkirou» 6. «Mata Ashita» 7. «Yoru wo Koero» | —              | —              | N/A           |
| Kaikai Kitan / Ao no Waltz                                                             | - Lanzamiento: 23 de diciembre de 2020 - Discográfica(s): Toy's Factory - Formato(s): CD, descarga digital, streaming Ver listaCanciones 1. «Kaikai Kitan» 2. «Ao No Waltz» 3. «Shinkai» 4. «Yoino Myojo» 5. «Yuyu Meimei» 6. «Yakusoku» 7. «Byouka»     | 3              | 3              | - JPN: 66 883 |
| Bokura no (ぼくらの)                                                                   | - Lanzamiento: 21 de marzo de 2023 - Discográfica(s): Toy's Factory - Formato(s): CD, descarga digital, streaming Ver listaCanciones 1. «Bokura no» 2. «Kororon» 3. «Ougon no Hibi» 4. «Shirayuki»                                                       | —              | —              | N/A           |
| «–» indica que el lanzamiento no se posicionó en la lista o no se lanzó en esa región. | |                |                |               |

### Álbumes colaborativos
| Título                                                                                 | Detalles | Mejor posición | Mejor posición | Ventas      |
| Título                                                                                 | Detalles | Oricon         | Hot 100        | Ventas      |
| -------------------------------------------------------------------------------------- | --- | -------------- | -------------- | ----------- |
| Oyasumi (con Yurin)                                                                    | - Lanzamiento: 30 de diciembre de 2014 - Discográfica(s): – - Formato(s): CD, descarga digital, streaming Ver listaCanciones 1. «Uchiryoko» (うちゅうりょこう) ft. Ramune 2. «Te ite ishi n ja e» (ていていしんじゃえ) ft. Tada no Co 3. «Harogubbai no Hosoku» (ハローグッバイの法則) ft. Ramune 4. «Aio-kan no Yuefuo» (愛憎感のユーエフオ; Oyasumi ver.) ft. Tada no Co 5. «Oyasumi» (おやすみ) 6. «Zzz...» | —              | —              | N/A         |
| Ao (con Sou)                                                                           | - Lanzamiento: 28 de febrero de 2018 - Discográfica(s): Harapeco Records - Formato(s): CD, descarga digital, streaming Ver listaCanciones 1. «Myojo Gyarakutika» (明星ギャラクティカ) Eve, Sou ft. Nayutalien 2. «Nansensu Bungaku» (ナンセンス文学 Eve ft. Sou 3. «Chokoretotaun» (チョコレートタウン) Eve, Numa ft. Sou 4. «Dr.» Eve ft. MI8k 5. «Odoryanse» (おどりゃんせ) Yurry Canon ft. Eve, Sou 6. «Teikoku Shojo» (帝国少女) R Sound Design ft. Sou 7. «Meberu» (メーベル) Balloon ft. Eve 8. «tig-hug» sasakure.UK ft. Sou 9. «Inochi Bakkari» (命ばっかり) Lanndo ft. Eve 10. «Fake» (フェイク) Eve, Numa ft. Sou 11. «Hakushi no Haru» (はくしの春) Lanndo ft. Eve 12. «Haita» (ハイタ) Loin ft. Sou, Eve | 7              | 11             | - JPN: 7195 |
| «–» indica que el lanzamiento no se posicionó en la lista o no se lanzó en esa región. | |                |                |             |

### Sencillos
| Título                                                                                 | Año                    | Mejor posición         | Ventas                 | Álbum                      |
| Título                                                                                 | Año                    | JPN                    | Ventas                 | Álbum                      |
| Como artista principal                                                                 | Como artista principal | Como artista principal | Como artista principal | Como artista principal     |
| -------------------------------------------------------------------------------------- | ---------------------- | ---------------------- | ---------------------- | -------------------------- |
| «Nonsense Bungaku» (ナンセンス文学)                                                    | 2017                   | —                      | N/A                    | Bunka                      |
| «Anoko Secret» (あの娘シークレット)                                                    | 2017                   | —                      | N/A                    | Bunka                      |
| «Yamiyo» (闇夜)                                                                        | 2019                   | 31                     | N/A                    | Smile                      |
| «Raison Detre» (レーゾンデートル)                                                      | 2019                   | 45                     | N/A                    | Smile                      |
| «Hakugin» (白銀)                                                                       | 2019                   | 98                     | N/A                    | Smile                      |
| «Kaikai Kitan» (廻廻奇譚)                                                              | 2020                   | 7                      | - JPN: 257 091         | Kaikai Kitan / Ao no Waltz |
| «Promise» (約束)                                                                       | 2020                   | —                      | N/A                    | Kaikai Kitan / Ao no Waltz |
| «Shinkai» (心海)                                                                       | 2020                   | —                      | N/A                    | Kaikai Kitan / Ao no Waltz |
| «Yoru wa Honoka» (夜は仄か)                                                            | 2021                   | 54                     | N/A                    | Sin álbum                  |
| «Ai sai» (藍才)                                                                        | 2021                   | —                      | N/A                    | Sin álbum                  |
| «Avant» (アヴァン)                                                                     | 2022                   | 50                     | N/A                    | Sin álbum                  |
| «Taikutsuwo Saienshinaide» (退屈を再演しないで)                                        | 2022                   | —                      | N/A                    | Kaizin                     |
| «Bubble» (ft. Uta)                                                                     | 2022                   | 41                     | N/A                    | Sin álbum                  |
| «Shirayuki» (白雪)                                                                     | 2022                   | 69                     | N/A                    | Sin álbum                  |
| «Fight Song» (ファイトソング)                                                          | 2022                   | 26                     | N/A                    | Sin álbum                  |
| «Bokura no» (ぼくらの)                                                                 | 2023                   | —                      | N/A                    | Bokura no                  |
| «–» indica que el lanzamiento no se posicionó en la lista o no se lanzó en esa región. |                        |                        |                        |                            |